# 维也纳 (佐治亚州)
維也納（英語：Vienna）是一個位於美國喬治亞州杜利縣的城市。根據2010年美國人口普查，該地人口為4011人，而該地的面積約為14.22平方千米。同時該地也是杜利縣的縣治。

## 地理
維也納的座標為32°06′00″N 83°48′00″W / 32.10000°N 83.80000°W，而該地的平均海拔高度為101米（即331英尺）。